# Bergen-Enkheim (okręg administracyjny Frankfurtu nad Menem)
Bergen-Enkheim, Frankfurt-Bergen-Enkheim – 16. okręg administracyjny (Ortsbezirk) we Frankfurcie nad Menem, w kraju związkowym Hesja, w Niemczech. Liczy 17 621 mieszkańców (31 grudnia 2013) i ma powierzchnię 12,54 km².

## Dzielnice
W skład okręgu wchodzi jedna dzielnica (Stadtteil): Bergen-Enkheim.